# Air Kiribati

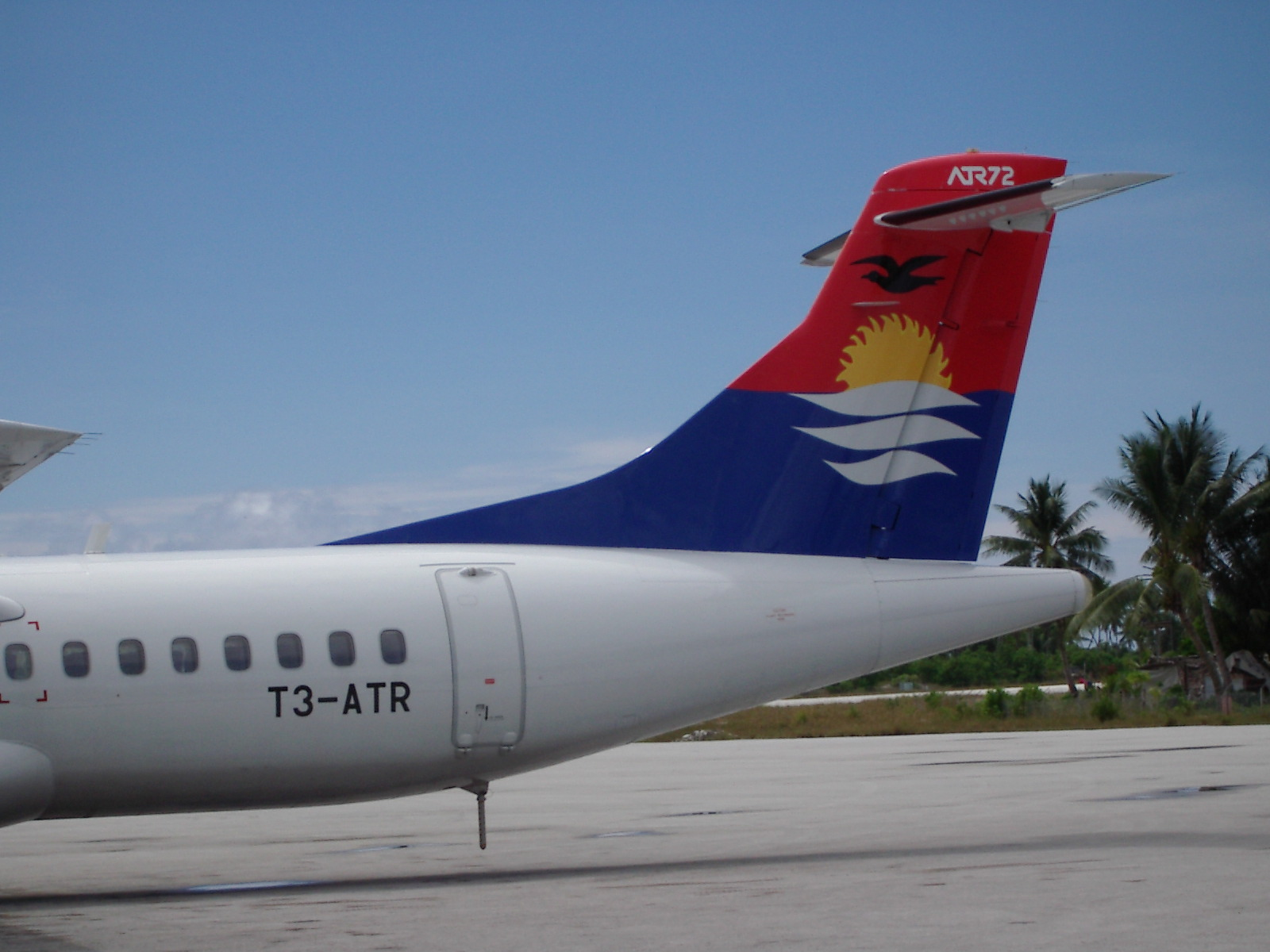
Хвост самолёта авиакомпании «Эйр Кирибати»

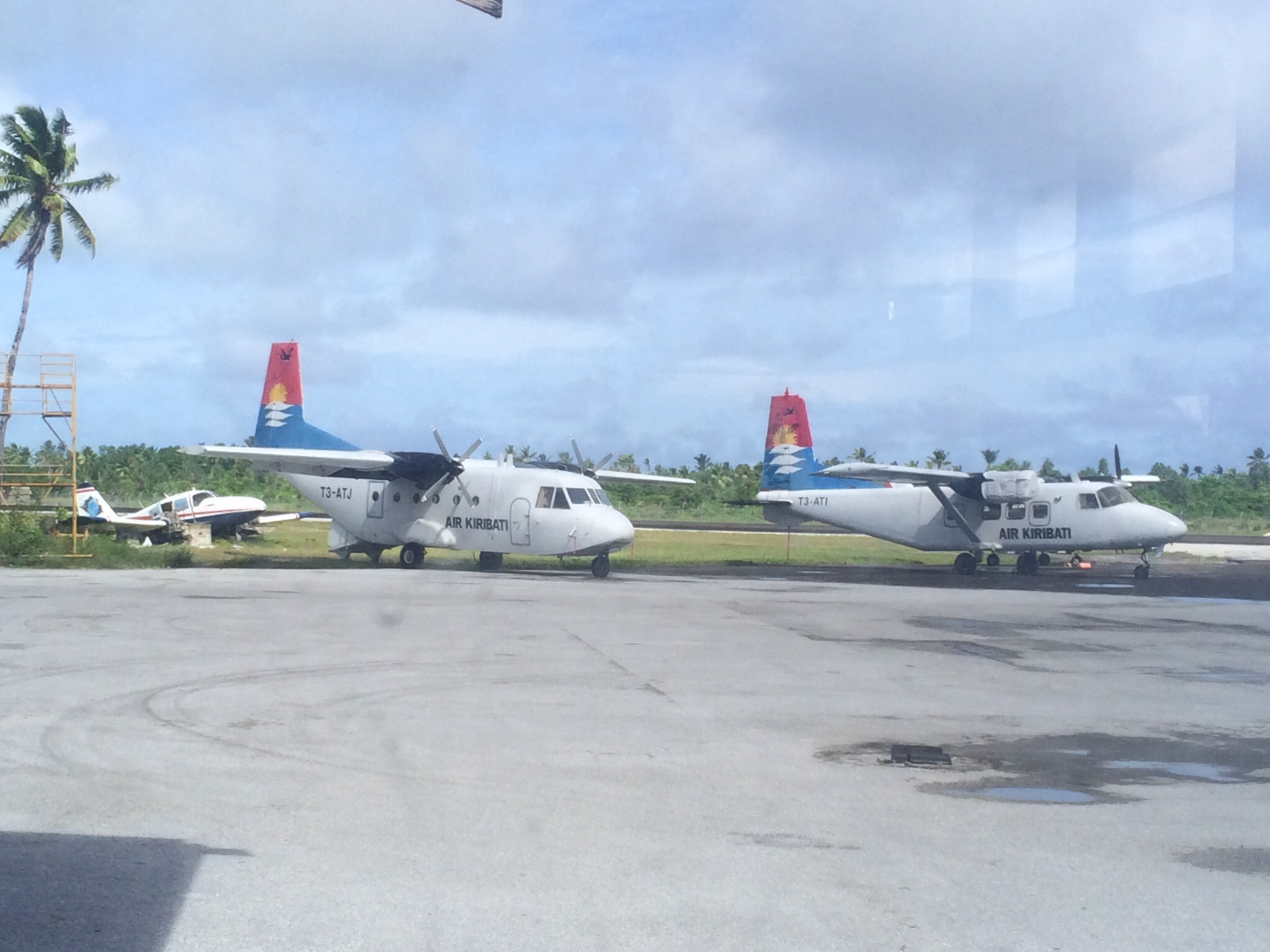

Эйр Кирибати (англ. Air Kiribati,  ранее — Эйр Тунгару (англ. Air Tungaru)) — единственная национальная авиакомпания тихоокеанского государства Кирибати, основанная 1 апреля 1995 года после закрытия компании «Эйр Тунгару» (основана 31 октября 1977 года). Находится в собственности государства.
Авиакомпания «Эйр Кирибати» c 2003 года осуществляет только внутренние перелёты на все острова архипелага Гилберта, кроме острова Банаба и островов архипелага Лайн и Феникс. Кроме того, компания осуществляет чартерные рейсы, медицинскую эвакуацию, поисковые и спасательные работы.
Основной офис расположен в Бонрики; действуют также офисы в Байрики и Бетио.
В течение года во флоте авиакомпании был французский самолёт ATR 72-500, однако из-за высокой стоимости аренды он был снят с рейсов.
| CASA C-212  | 1 |   |
| Harbin Y-12 | 1 |   |
| ATR-72-500  |   | 1 |